# Angelica Amante
Angelica Amante (Cabadbaran, 16 april 1970) is een Filipijns politicus. Ze werd in 2022 gekozen tot gouverneur van de zuidelijke Filipijnse provincie Agusan del Norte, nadat ze deze positie eerder al bekleedde van 2013 tot 2019 en van 1995 tot 2004. Van 2004 tot 2007, van 2010 tot 2013 en van 2019 tot 2022 was Amante lid van het Filipijns Huis van Afgevaardigden namens het 2e kiesdistrict van Agusan del Norte. 

## Biografie
Angelica Amante werd geboren op 16 april 1970 in de stad Cabadbaran, de hoofdstad van de zuidelijke Filipijnse provincie Agusan del Norte. Haar ouders waren Edelmiro en Rosario Amante. Haar vader was gouverneur, afgevaardigde en haar moeder was burgemeester van Butuan. Amante studeerde aan St. Lukes Trinity University of Asia in Quezon City waar ze in in 1991 afstudeerde met een licentie als verpleegster. In 1994 slaagde ze voor het Staatsexamen verpleegkunde in Californië. Later voltooide ze in 1999 nog een Masters-opleiding Bestuurskunde.
In 1995 werd Amante gekozen tot gouverneur van Agusan del Norte. Na afloop van de wettelijk maximale drie termijnen als gouverneur werd ze in 2004 gekozen als afgevaardigde van het Tweede Kiesdistrict van Agusan del Norte. Bij de verkiezingen van 2007 deed ze zonder succes mee aan de verkiezingen voor het burgemeesterschap van de stad Butuan. In 2010 won ze opnieuw een termijn van drie jaar in het Huis van Afgevaardigden.
In 2013 volgde ze haar vader weer op broer op als gouverneur van de provincie, terwijl haar broer op zijn beurt weer haar plek overnam in het Huis van Afgevaardigden. Na twee termijnen als gouverneur was ze van 2019 tot 2022 weer drie jaar afgevaardigde voor ze in 2022 opnieuw werd gekozen tot gouverneur van Agusan del Nort.
Amante is getrouwd met Rashidin Matba, een politicus in Tawi-Tawi. Samen kregen ze drie kinderen.